# Alfred Bernau

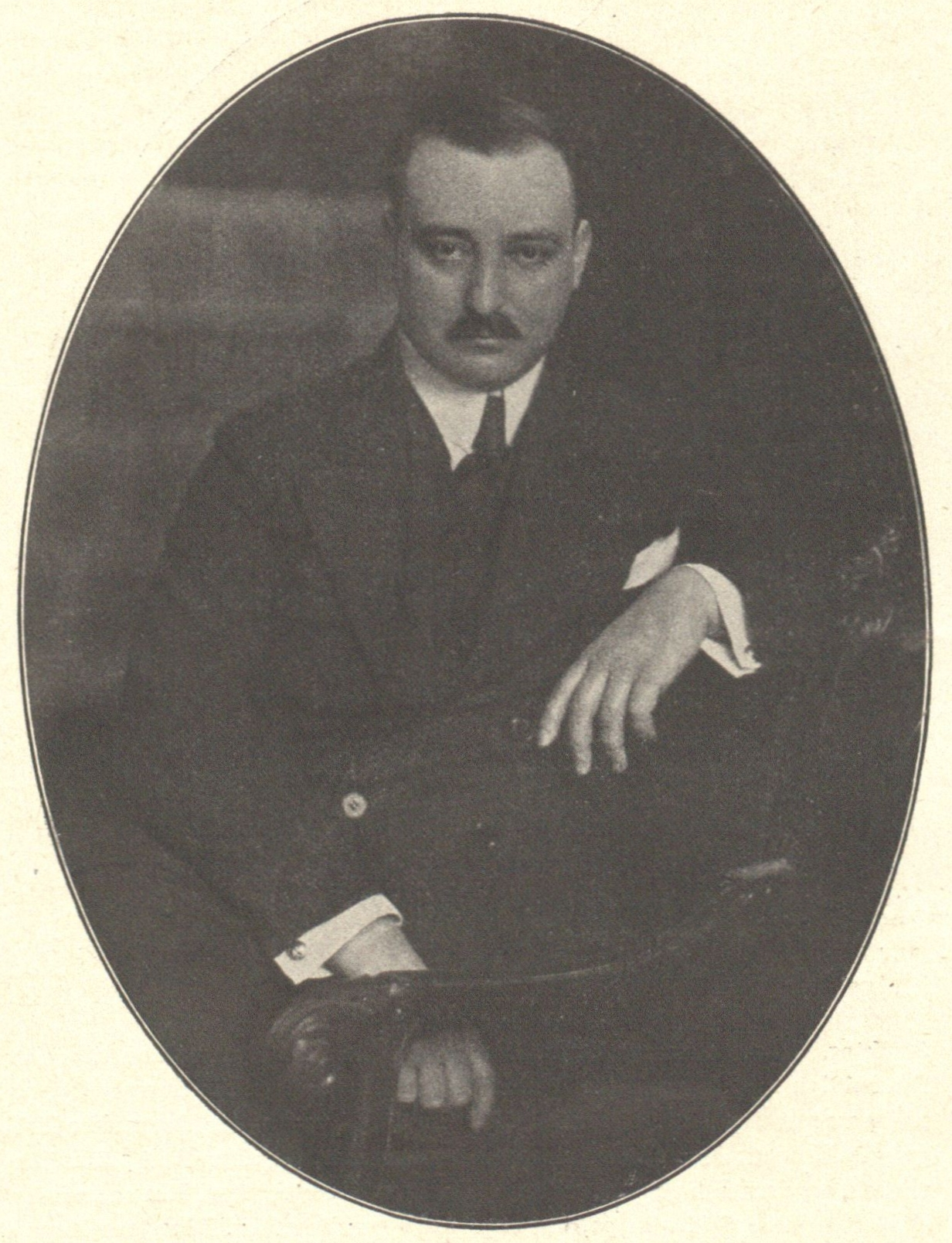
Alfred Bernau

Alfred Bernau (eigtl. Adolf Breidbach, * 6. März 1879 in Engers bei Neuwied; † 20. Mai 1950 in St. Wolfgang im Salzkammergut) war ein deutscher Schauspieler, Regisseur und Theaterdirektor.

## Wiener Kammerspiele
Bernau war ab 1916 Direktor der Wiener Kammerspiele, die 1919 dem Deutschen Volkstheater angeschlossen wurden.

## Deutsches Volkstheater Wien
1918 bis 1924 war Bernau Direktor des Deutschen Volkstheaters in Wien.
Als Direktor setzte er sich für Naturalismus, Neuromantik und Expressionismus ein und engagierte unter anderem Alexander Moissi. Wichtiger Regisseur seiner Direktion war Karlheinz Martin, Regisseur des „Aktivismus“, der u. a. Georg Kaisers Gas I und II inszenierte.
Großes Geschick zeigte Bernau bei der Entdeckung wichtiger Gegenwartsstücke, wobei ihm die Lockerung der Zensur zugutekam. Schnitzlers Professor Bernhardi wurde 1918 nach einem Verbot des Stückes erstmals dem Wiener Publikum präsentiert, Bernau selbst spielte die Titelrolle, 1919 folgte Felix Saltens Der Gemeine. Man spielte Walter Hasenclever, Fritz von Unruh, Ernst Toller. Besonderes Engagement zeigte Bernau für Dramen von G. B. Shaw, Ibsen (Peer Gynt und Die Kronprätendenten mit einer Spieldauer von 6 Stunden) und Strindberg, dessen Rausch 1918 mit Raoul Aslan als Maurice zur Aufführung kam. Zahlreiche Stücke spiegelten eine pazifistische Geisteshaltung wider, so Hasenclevers Antigone, Rollands Die Zeit wird kommen und Hans Kaltnekers Mysterium Die Opferung. Karl Schönherrs Abtreibungsdrama Es gelangte mit Anton Edthofer und Lucie Höflich zur Uraufführung.
Veritable Theaterskandale erzeugten Hermann Bahrs Die Stimme (1918), Hans Müllers Dirnendrama Die Flamme mit Ida Roland und vor allem Arthur Schnitzlers Reigen in den dem Volkstheater angeschlossenen Kammerspielen am 1. Februar 1921, das den so genannten „Reigen-Prozess“ zur Folge hatte.
Bernaus Ensemble gehörten Namen wie Josef Schildkraut, Oscar Sima, Hans Jaray, Lotte Medelsky, Wilhelm Klitsch, Hans Moser, Leopold Kramer, Traute Carlsen und ihr Mann Karl Forest sowie Hansi Niese, Max Pallenberg, Fritzi Massary, Felix Bressart und Margarethe Koeppke (Wedekinds „Lulu“) an. Zu den umjubelten Gästen zählte vor allem Alexander Moissi in Tolstois Der lebende Leichnam (1922) und Grillparzers Die Jüdin von Toledo (1923) sowie Tilla Durieux.
Wichtiger Partner Bernaus war der Bühnenbildner Oskar Strnad, der das Haus auch mit einer Drehbühne ausstattete. In Inszenierungen mit expressionistischer Massenchoreographie und in zahlreichen Klassikerinszenierungen, deren Höhepunkte Goethes Faust. Eine Tragödie. und Stella sowie 1921 Büchners Dantons Tod waren, konnten die beiden aber nicht immer Publikum und Kritik überzeugen.
Im Zuge kulturpolitischer Interessen zeigte Max Reinhardt 1922 Schöne Frauen mit Hermann Thimig und Luise Rainer sowie Die Namenlosen mit Helene Thimig, bevor er 1924 das Theater in der Josefstadt eröffnete.
Im Zuge der Inflation geriet das Volkstheater in finanzielle Nöte, Direktor Bernau wurde unbedankt entlassen.

## Städtische Bühnen Münster
Adolf Bernau leitete von 1929 bis 1932 die Städtischen Bühnen Münster. Im Stadtführer hieß es 1930: „Die Theater der Stadt Münster sehen ihre vornehmste Aufgabe darin, Stätten wahrer, veredelter Kunst zu sein, klassische Werke und Werke moderner Autoren in Wort und Klang vorzuführen und damit als kulturelle Erziehungsfaktoren zu wirken. Neben Schauspiel und Oper darf und soll aber auch die leichte Muse zur Geltung kommen. Die moderne Operette und die Werke der Komponisten um die Jahrhundertwende sorgen für vergnügliche Stunden, ebenso vereinzelte Schwänke und Possen. Über allem weht ein Geist vornehmsten Künstlertums, reifsten, eifrigsten Schaffens im Dienste Thaliens. Eine Tanzgruppe bietet auch auf diesem Gebiet Abwechslung in dem Repertoire der beiden Bühnen Münsters.“

## Berlin
Im Juli 1933 gründete er die „Berliner Schauspiel-Betriebs GmbH“. Er war Mitglied in der Reichskulturkammer.